# 堺市立平井中学校
堺市立平井中学校（さかいしりつ ひらい ちゅうがっこう）は、大阪府堺市中区にある公立中学校。

## 沿革
近隣の堺市立泉ヶ丘東中学校および堺市立宮山台中学校の両校の学校規模が過大化したことにより、両校の校区の一部を分離再編する形で、堺市で35番目の公立中学校として1985年に開校した。
開校当初の通学区域は、堺市立久世小学校の校区全域と堺市立西陶器小学校校区の一部だった。その後1990年に堺市立西陶器小学校から堺市立深阪小学校が分離開校したことに伴い、平井中学校の校区も久世小学校・深阪小学校の2校の校区へと変更されている。
- 1985年4月1日 - 堺市立平井中学校として開校。
- 1985年10月2日 - 開校記念式典を実施。
- 1990年4月1日 - 堺市立深阪小学校の開校に伴い校区変更。
- 2017年11月13日 - 体育の授業中に運動場が陥没し、穴に転落した生徒が負傷した。平井中学校がある場所は開校以前は田んぼだったところで陥没箇所は井戸だった可能性がある[1][2]。

## 通学区域
堺市立久世小学校と堺市立深阪小学校の通学区域。
- 堺市中区 小阪、小阪西町、楢葉、東八田、平井、伏尾の全域と東山の大部分。
- 堺市中区 高蔵寺、田園、深阪、竹城台1丁のそれぞれ一部。

## 交通
- 南海泉北線 深井駅から南へ約2km。
- 南海バス 久世小学校前バス停から南へ約500m。

## 著名な出身者
- 濱村進（衆議院議員）
- 山中秀仁（陸上競技選手）
- 山中柚乃（陸上競技選手）